# Avanpost
The Blackout (in russo Аванпост, Avanpost) è un film del 2019 diretto da Egor Baranov.

## Trama
La connessione con la maggior parte della Terra è  improvvisamente interrotta. il blackout non ha interessato solo una piccola parte, ovvero il 10% del territorio della Russia e territori parzialmente vicini. Questa parte è chiamata il "cerchio della vita". La gente crea una nuova frontiera,  istituisce un perimetro difensivo e invia gruppi di ricognizione al di fuori di essa. Si rendono conto che c’è un attacco alla Terra, a seguito del quale quasi tutti gli esseri viventi sono morti. Per respingere il misterioso nemico, mobilitano l'esercito e costruiscono avamposti oltre il perimetro.